# Wakefieldia
Wakefieldia is een geslacht van schimmels behorend tot de familie Boletaceae. De typesoort is Wakefieldia striaespora.

## Soorten
Volgens Index Fungorum bevat het geslacht bevat twee soorten (peildatum december 2023):
| Soortnaam              | Auteur(s)       | Publicatiejaar |
| ---------------------- | --------------- | -------------- |
| Wakefieldia macrospora | (Hawker) Hawker | 1954           |
| Wakefieldia striispora | Corner & Hawker | 1953           |